# Península d'Abşeron
La península d'Abşeron (àzeri: Abşeron yarımadası) és una península de l'Azerbaidjan. Està ubicada a la costa oest de la mar Càspia i s'hi troba ubicada Bakú, la capital i ciutat més poblada del país, i també la seva àrea metropolitana i les ciutats satèlit de Sumqayit i Xırdalan. Geogràficament, representa la fi de les muntanyes del Gran Caucas.
La regió assoleix una amplitud màxima de 30 km i s'estén 60 km en direcció a l'est, cap a l'interior de la mar Càspia. Malgrat que tècnicment sigui l'extensió més oriental de la serralada del Caucas, el paisatge és a penes accidentat, amb una plana ondulant suau que finalitza amb una punta de dunes de sorra anomenada Shah Dili, ara incorporades al Parc Nacional d'Absheron.
La península d'Abşeron i les seves aigües adjacents són riques en petroli i jaciments de gas, que han sigut explotades industrialment des de la fi del segle xix.

## Etimologia
El nom "Abşeron" prové del terme persa āb šuran (aigües salades). Aquest terme també dona nom a la ciutat russa Apxeronsk, ubicada al krai de Krasnodar.
També, segons estudis del geògraf danès Conrad Malte-Brun datats de 1810, un nom alternatiu de la península seria "Okoressa".

### Geografia

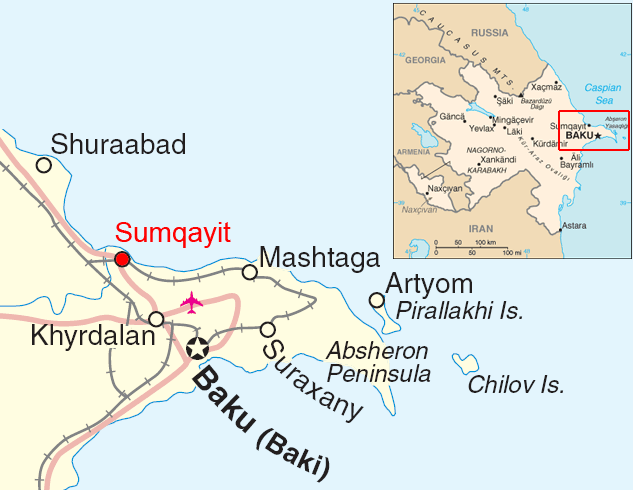
Península d'Abşeron amb els seus nuclis urbans

L'extensió de la península d'Abşeron és gairebé coincident amb l'àrea metropolitana de Bakú, formada per les ciutats de Bakú, Sumgayit i Khyrdalan.

### Clima
La península d'Abşeron té un clima entre temperat i semiàrid (classificació climàtica de Köppen: BSk) amb estius calorosos i secs, hiverns frescos i ocasionalment humits, i vents forts al llarg de l'any. La peninsula constitueix la part més àrida de l'Azerbaidjan (amb precipitacions entorn o inferiors als 200 mm per any). La majoria de les precipitacions anuals es reparteixen entre totes les estacions excepte l'estiu, i cap estació no particularment humida. La vegetació natural de la península és la pròpia de l'estepa seca i semidesèrtica i, a causa del clima semiàrid, l'agricultura local requereix de sistemes de regadiu.

### Economia
Des de principis dels anys 1870 la península d'Abşeron va esdevenir un dels primers centres de producció de petroli. Gran part del paisatge continua caracteritzant-se per l'existència de torres de perforació de petroli velles i oxidades. Malgrat greus problemes de caràcter mediambiental i de contaminació, la península és popular per les seves flors, horticultura, mores i figues. A més, la costa nord conté amples platges, que malgrat no ser gaire netes, constitueixen populars atraccions turístiques locals.